# Oscarsgalan 1997
Oscarsgalan 1997 var den 69:e upplagan av Academy Awards som belönade insatser inom film från 1996 och sändes från Shrine Auditorium i Los Angeles den 24 mars 1997. Årets värd var Billy Crystal för femte gången. 

## Vinnare och nominerade
Vinnarna listas i fetstil.
| Bästa film | Bästa regi |
| --- | --- |

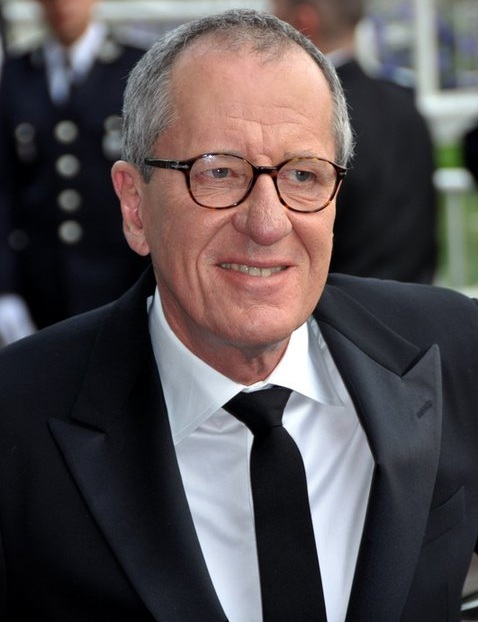
Geoffrey Rush
Bästa manliga huvudroll

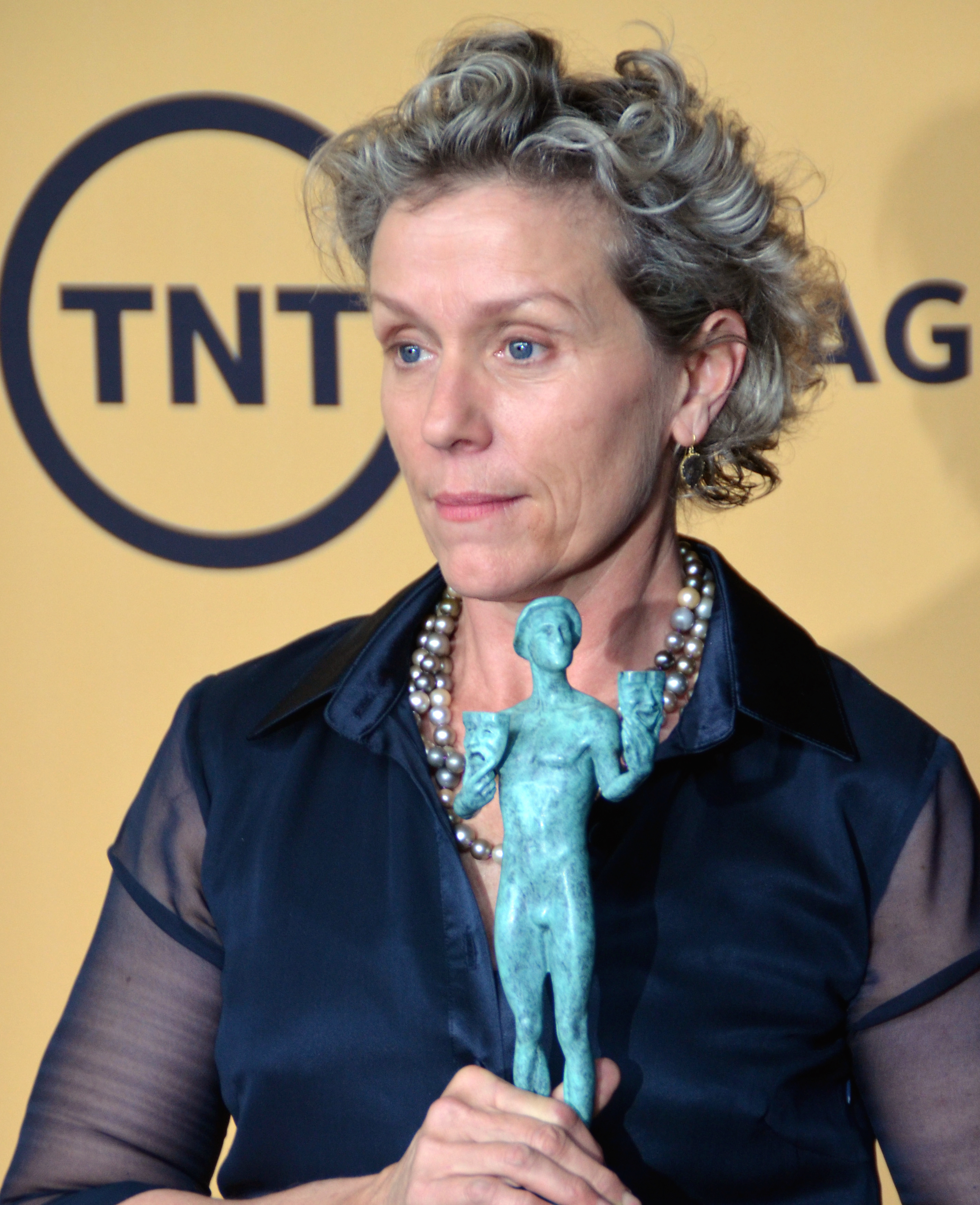
Frances McDormand
Bästa kvinnliga huvudroll

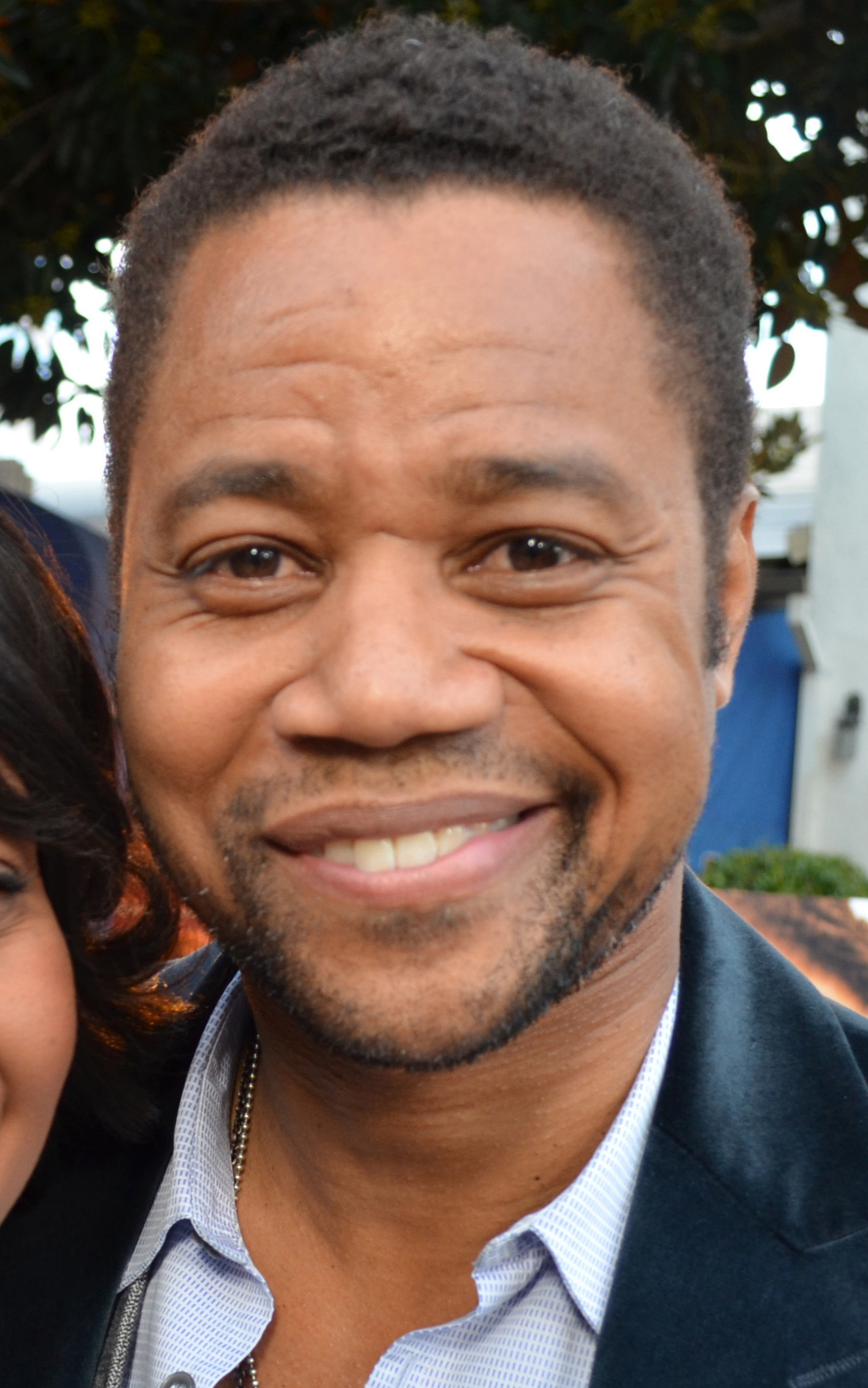
Cuba Gooding, Jr.
Bästa manliga biroll

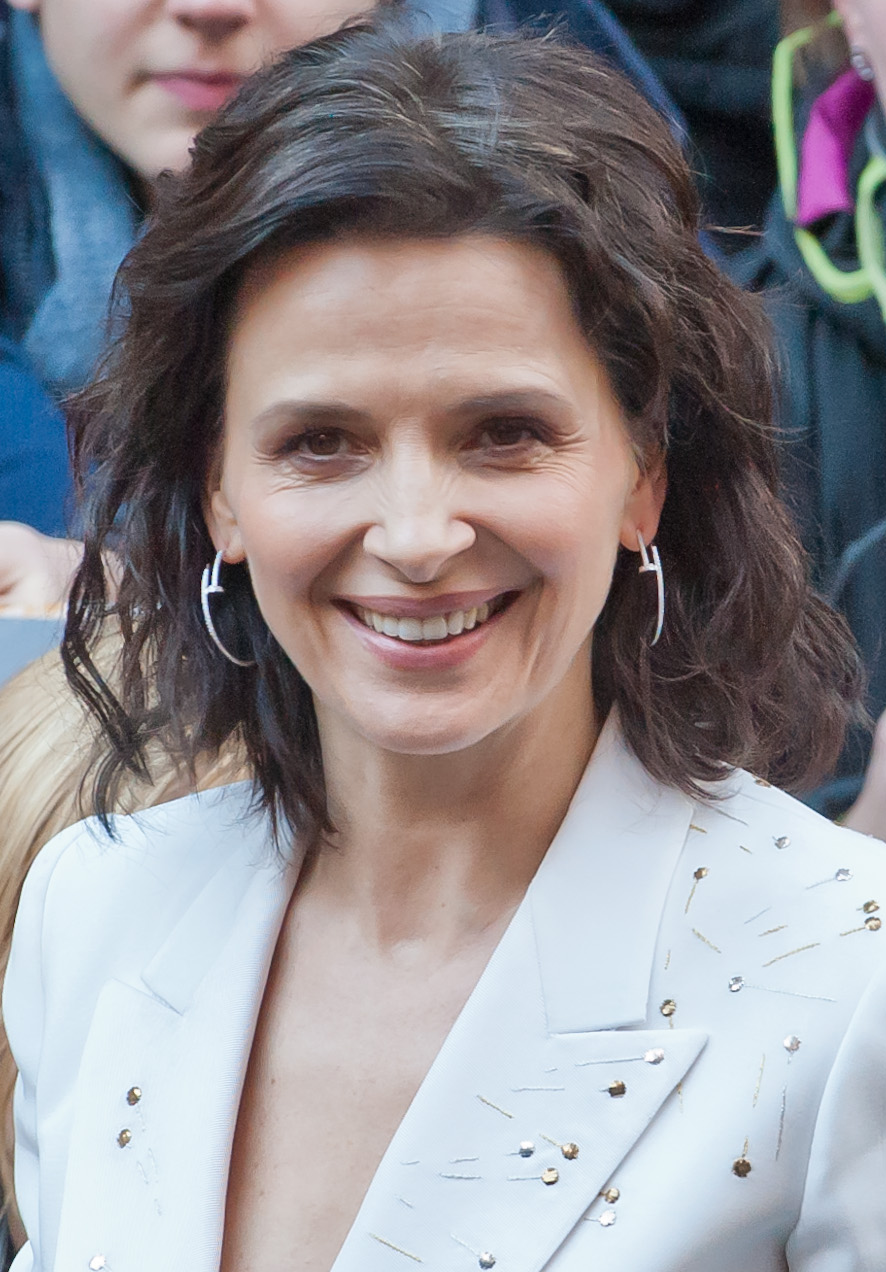
Juliette Binoche
Bästa kvinnliga biroll

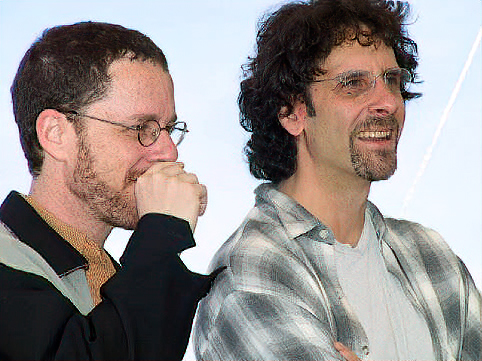
Joel och Ethan Coen
Bästa originalmanus

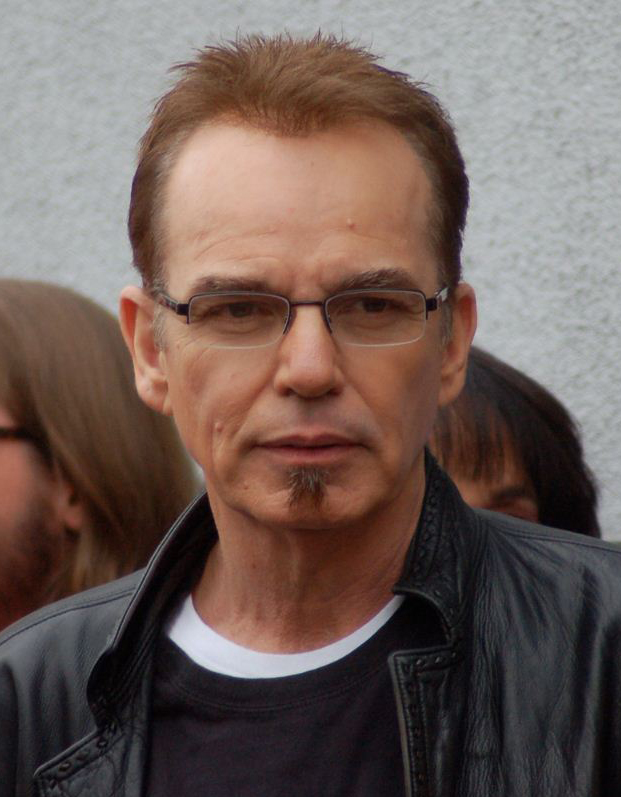
Billy Bob Thornton
Bästa manus efter förlaga

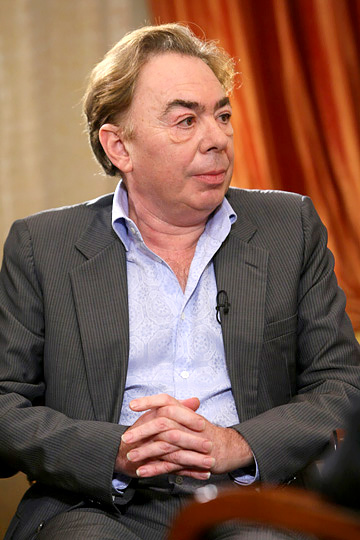
Andrew Lloyd Webber
Bästa sång

| - Den engelske patienten – Saul Zaentz - Fargo – Ethan Coen - Jerry Maguire – James L. Brooks, Laurence Mark, Richard Sakai och Cameron Crowe - Hemligheter och lögner – Simon Channing Williams - Shine – Jane Scott                                                                                   | - Anthony Minghella – Den engelske patienten - Joel Coen – Fargo - Miloš Forman – Larry Flynt – skandalernas man - Scott Hicks – Shine - Mike Leigh – Hemligheter och lögner |
| Bästa manliga huvudroll | Bästa kvinnliga huvudroll |
| - Geoffrey Rush – Shine - Tom Cruise – Jerry Maguire - Ralph Fiennes – Den engelske patienten - Woody Harrelson – Larry Flynt – skandalernas man - Billy Bob Thornton – Sling Blade | - Frances McDormand – Fargo - Brenda Blethyn – Hemligheter och lögner - Diane Keaton – Marvins döttrar - Kristin Scott Thomas – Den engelske patienten - Emily Watson – Breaking the Waves |
| Bästa manliga biroll | Bästa kvinnliga biroll |
| - Cuba Gooding, Jr. – Jerry Maguire - William H. Macy – Fargo - Armin Mueller-Stahl – Shine - Edward Norton – Primal Fear - James Woods – Skuggor från det förflutna | - Juliette Binoche – Den engelske patienten - Joan Allen – Häxjakten - Lauren Bacall – Kärlekens båda ansikten - Barbara Hershey – Porträtt av en dam - Marianne Jean-Baptiste – Hemligheter och lögner |
| Bästa originalmanus | Bästa manus efter förlaga |
| - Fargo – Ethan Coen och Joel Coen - Jerry Maguire – Cameron Crowe - Lone Star – John Sayles - Hemligheter och lögner – Mike Leigh - Shine – Jan Sardi och Scott Hicks | - Sling Blade – Billy Bob Thornton - Häxjakten – Arthur Miller - Den engelske patienten – Anthony Minghella - Hamlet – Kenneth Branagh - Trainspotting – John Hodge |
| Bästa icke-engelskspråkiga film | Bästa sång |
| - Kolya (Tjeckien) - Söndagsänglar (Norge) - A Chef in Love (Georgien) - Löjets skimmer (Frankrike) - Bergens fånge (Ryssland) | - "You Must Love Me" från Evita – Musik av Andrew Lloyd Webber; Text av Tim Rice - "Because You Loved Me" från Tid att älska – Musik och Text av Diane Warren - "For the First Time" från En underbar dag – Musik och Text av James Newton Howard, Jud Friedman och Allan Dennis Rich - "I Finally Found Someone" från Kärlekens båda ansikten – Musik och Text av Barbra Streisand, Marvin Hamlisch, Robert John Lange och Bryan Adams - "That Thing You Do" från That Thing You Do! – Musik och Text av Adam Schlesinger |
| Bästa dokumentär | Bästa kortfilmsdokumentär |
| - Ringens kungar – Leon Gast och David Sonenberg - The Line King: The Al Hirschfeld Story – Susan Warms Dryfoos - Mandela – Jo Menell och Angus Gibson - Suzanne Farrell: Elusive Muse – Anne Belle och Deborah Dickson - Tell the Truth and Run: George Seldes and the American Press – Rick Goldsmith | - Breathing Lessons: The Life and Work of Mark O'Brien – Jessica Yu - Kosmos – Jeffrey Marvin och Bayley Silleck - An Essay on Matisse – Perry Wolff - Special Effects: Anything Can Happen – Susanne Simpson och Ben Burtt - The Wild Bunch: An Album in Montage – Paul Seydor och Nick Redman |
| Bästa kortfilm | Bästa animerade kortfilm |
| - Dear Diary – David Frankel och Barry Jossen - De tripas, corazón – Antonio Urrutia - Ernst & lyset – Kim Magnusson och Anders Thomas Jensen - Esposados – Juan Carlos Fresnadillo - Senza parole – Bernadette Carranza och Antonello De Leo                                                           | - Quest – Tyron Montgomery och Thomas Stellmach - Canhead – Timothy Hittle - La Salla – Richard Condie - Wats gris – Peter Lord |
| Bästa filmmusik – drama | Bästa filmmusik – musikal eller komedi |
| - Den engelske patienten – Gabriel Yared - Hamlet – Patrick Doyle - Michael Collins – Elliot Goldenthal - Shine – David Hirschfelder - Sleepers – John Williams | - Emma – Rachel Portman - Före detta fruars klubb – Marc Shaiman - Ringaren i Notre Dame – Alan Menken och Stephen Schwartz - James och jättepersikan – Randy Newman - Preacher's Wife – Hans Zimmer |
| Bästa ljudredigering | Bästa ljud |
| - Savannens härskare – Bruce Stambler - Daylight – Richard L. Anderson och David A. Whittaker - Eraser – Alan Robert Murray och Bub Asman | - Den engelske patienten – Walter Murch, Mark Berger, David Parker och Christopher Newman - Evita – Andy Nelson, Anna Behlmer och Ken Weston - Independence Day – Chris Carpenter, Bill W. Benton, Bob Beemer och Jeff Wexler - The Rock – Kevin O'Connell, Greg P. Russell och Keith A. Wester - Twister – Steve Maslow, Gregg Landaker, Kevin O'Connell och Geoffrey Patterson |
| Bästa scenografi | Bästa foto |
| - Den engelske patienten – Stuart Craig och Stephenie McMillan - The Birdcage – lånta fjädrar – Bo Welch och Cheryl Carasik - Evita – Brian Morris och Philippe Turlure - Hamlet – Tim Harvey - Romeo & Julia – Catherine Martin och Brigitte Broch                                                     | - Den engelske patienten – John Seale - Evita – Darius Khondji - Fargo – Roger Deakins - Den långa resan – Caleb Deschanel - Michael Collins – Chris Menges |
| Bästa smink | Bästa kostym |
| - Den galna professorn – Rick Baker och David LeRoy Anderson - Skuggor från det förflutna – Matthew W. Mungle och Deborah La Mia Denaver - Star Trek: First Contact – Michael Westmore, Scott Wheeler och Jake Garber                                                                                   | - Den engelske patienten – Ann Roth - Angels & Insects – Paul Brown - Emma – Ruth Myers - Hamlet – Alexandra Byrne - Porträtt av en dam – Janet Patterson |
| Bästa klippning | Bästa specialeffekter |
| - Den engelske patienten – Walter Murch - Evita – Gerry Hambling - Fargo – Roderick Jaynes - Jerry Maguire – Joe Hutshing - Shine – Pip Karmel | - Independence Day – Volker Engel, Douglas Smith, Clay Pinney och Joe Viskocil - Dragonheart – Scott Squires, Phil Tippett, James Straus och Kit West - Twister – Stefen Fangmeier, John Frazier, Habib Zargarpour och Henry LaBounta |

### Heders-Oscar
- Michael Kidd

### Irving G. Thalberg Memorial Award
- Saul Zaentz

### Filmer med flera nomineringar
- 12 nomineringar: Den engelske patienten
- 7 nomineringar: Fargo och Shine
- 5 nomineringar: Evita, Hemligheter och lögner och Jerry Maguire
- 4 nomineringar: Hamlet
- 2 nomineringar: Emma, Häxjakten, Independence Day, Kärlekens båda ansikten, Larry Flynt – skandalernas man, Michael Collins, Porträtt av en dam, Skuggor från det förflutna, Sling Blade och Twister

### Filmer med flera vinster
- 9 vinster: Den engelske patienten
- 2 vinster: Fargo

### Sveriges bidrag
Sverige skickade in Jerusalem till galan som det svenska bidraget för priset i kategorin Bästa icke-engelskspråkiga film. Den blev inte nominerad.